# Sharpeville
Sharpeville is een zwarte township in Gauteng, Zuid-Afrika, gelegen tussen de steden Vanderbijlpark en Vereeniging. De plaats is gesticht in 1942 en was in 1960 de locatie van het Bloedbad van Sharpeville.